# Yvon Lambert
Yvon Lambert (9. března 1955) je lucemburský fotograf, který pracoval jako fotoreportér na volné noze a dokončil řadu mezinárodních reportáží o společenských problémech.

## Životopis
Po studiích fotografie v Bruselu v 80. letech pracoval Lambert jako fotograf na volné noze. V letech 1990 a 1991 strávil dlouhá období v Neapoli v rámci Pépinières européennes pour jeunes artistes na podporu mladých umělců. To vedlo k jeho první knize: Naples, un hiver (1993). Od roku 1993 procestoval několik středoevropských zemí. V roce 1995 byl v rámci projektu: D'est en ouest, chemins de terre et d'Europe (Od východu na západ, cesty přes evropské zemědělské oblasti) organizovaného Centrem George Pompidoua v Paříži zodpovědný za fotografování venkovských scén v Rumunsku. Jeho práce byla následně prezentována v Pompidouvě centru. Ve stejném roce, kdy se zúčastnil Grand Prix de la Ville de Vevey, obdržel cenu Prix du Grand Format za cyklus Histoires de Frontières.
V Lucembursku také publikoval reportáže o posledních dnech závodu na výrobu oceli a o úpadku lucemburského těžebního revíru (2000). Mezi další projekty, které dokončil, patří Derniers feux (1998), Retours de Roumanie. Fotografie 1992–2003 (2004) a Brennweiten der Begegnung (2005).
Na podzim roku 2004 strávil Lambert pět týdnů v New Yorku fotografováním života v ulicích města. To vedlo k výstavě prezentované lucemburskými úřady v Maison du Luxembourg à New York s názvem Chroniques New-Yorkaises.